# هوندا سي بي 1100 آر
هوندا سي بي 1100 آر(بالإنجليزية: Honda CB1100R)‏ هي دراجة نارية من تصنيع هوندا.